# Oyrarbakki
Oyrarbakki este un oraș din Insulele Faroe.